# Rektorwohnhaus

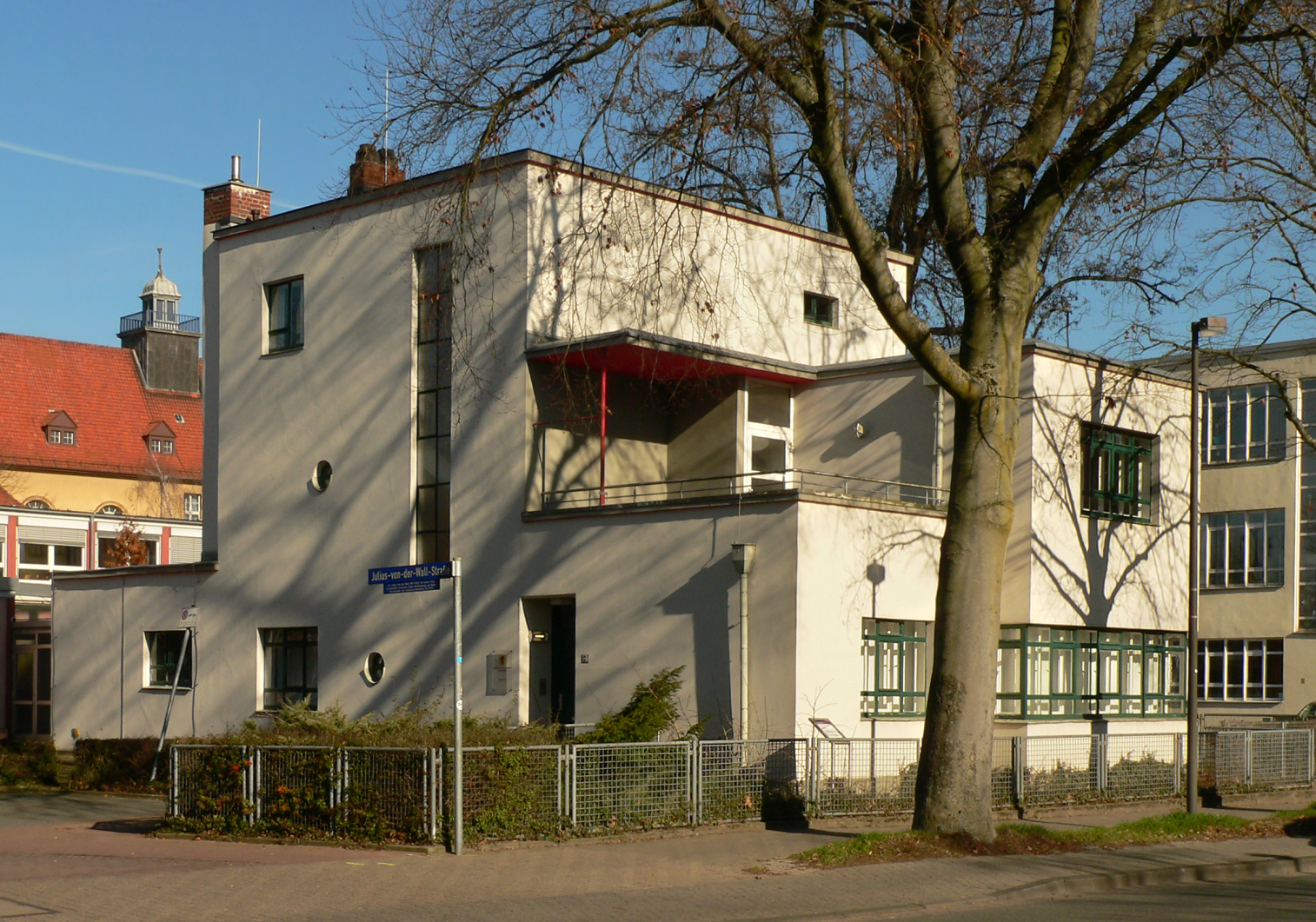
Rektorwohnhaus

Das Rektorwohnhaus ist ein Gebäude im Stil des Neuen Bauens in Celle in Niedersachsen. Es wurde 1926 bis 1928 nach den Plänen des Architekten Otto Haesler als Wohnhaus für den Rektor der benachbarten Altstädter Schule erbaut. Heute steht das Gebäude unter Denkmalschutz und wird als Bürogebäude und für schulische Zwecke genutzt.

## Architektur
Das Rektorwohnhaus steht in der Südwestecke des Grundstücks der Altstädter Volksschule. Es ist ein dreigeschossiger Flachdachbau aus mehreren zusammengefügten Kuben. An den Hauptkubus sind an der Nord- und Südseite ein bis zweigeschossige Kuben angesetzt. Die Kuben haben unterschiedliche Fensterformen, Dachüberstände und weisen Fensterbänder, Übereckfenster und Okuli auf, was farbige Akzentuierungen noch unterstreichen.
Die Nutzfläche des Gebäudes beträgt 230 m². Die Raumaufteilung erfolgte nach den Funktionen der Räume. Es gibt einen Wirtschaftstrakt und einen Wohnbereich im Erdgeschoss sowie einen Schlafbereich im Obergeschoss. Entsprechend der Nutzung sind die Räume in verschiedene  Himmelsrichtungen ausgerichtet. Während der Eingang im Westen liegt, befindet sich der Wirtschaftsbereich im Nordwesten. Die Schlafräume sind nach Osten ausgerichtet. Der Sonnenbalkon liegt im Südwesten. Die ursprüngliche Farbgestaltung erfolgte durch den Maler Karl Völker. Sie wurde bei Sanierungsarbeiten 2005 rekonstruiert und wieder hergestellt.

## Architekturgeschichtliche Einordnung
Das Rektorwohnhaus ist ein typisches Gebäude des Neuen Bauens in den 1920er Jahren, da es dessen charakteristische Stilmotive, wie ineinander geschobene Kuben, Flachdach, Übereckfenster und eine Freiluftterrasse, aufweist. Stilistisch knüpft das Bauwerk an die Formen der Siedlung Italienischer Garten in Celle an. Es gehört mit dem Direktorenwohnhaus zu den beiden Gebäuden, die Otto Haesler in der Zeit der Weimarer Republik als Einzelhaus errichtete. Haesler diente das  Rektorwohnhaus als Prototyp zur Umsetzung in größerem Maßstab in der Wohnhausgruppe Waack. Er sah das Einfamilienhaus wegen der hohen Kosten im Vergleich mit dem Mehrfamilienhaus als unwirtschaftlich an und lehnte es ab, da es seiner Auffassung nach unter den damaligen Verhältnissen wirtschaftlich und volkswirtschaftlich nicht in Übereinstimmung zu bringen war.